# 天使航空
天使航空总部设立于泰国曼谷，是泰国第二家载旗航空公司，但是现在只提供货运航班服务，基地机场为曼谷国际机场。

## 历史
天使航空设立于1997年，并于1998年9月开始正式商业飞行于曼谷至清迈航线，公司被授权进行定期航班和不定期的国内及国际航运服务，但从2000年6月起停止了客运服务，2003年正式結業。